# Trinitat Catasús i Catasús
Trinitat Catasús i Catasús (Sitges, 4 de juny del 1887 – 29 de maig del 1940), enginyer agrònom i poeta noucentista molt vinculat a Sitges.

## Biografia
Era fill d'Antoni Catasús i Catasús (1876 - Sitges 22 de febrer de 1932), un "americano" que tornà a Sitges per dedicar-se a la indústria i a la vitivinicultura. Després d'obtenir als escolapis de Vilanova i la Geltrú el batxillerat l'any 1904, anà a Madrid per fer la carrera d'enginyer agrònom, que acabà el 1914 com un dels quatre millors alumnes de la seva promoció (i amb l'atorgament d'una beca d'ampliació d'estudis a l'estranger). La seva primera feina va ser a l'estació enològica de Reus, d'on passà a Girona per ser cap del Servei Agronòmic Provincial (1918-1925). De Girona marxà a Barcelona, nomenat enginyer agregat a la Secció Agronòmica, fins al 1926, quan l'encomanaren la instal·lació de l'estació agropecuària de Vic. Només un any després ja era professor de la Universitat Industrial de Barcelona. El 1929 obtingué el càrrec de director dels Serveis Agrícoles de la Diputació, i quan es creà el "Consell d'Agricultura, Ramaderia i Boscos" el 1931 s'hi incorporà com a membre. En fer-se la Cambra Agrícola de Barcelona al novembre del 1934 en fou escollit membre de la directiva , i a l'abril del 1935 (o del 1933, segons altres fonts) fou nomenat enginyer en cap i president de la Secció Agronòmica de la província de Barcelona, post que mantingué fins a la guerra.
En la seva esfera personal, mentrestant, destacava com a poeta i escriptor. La seva primera col·laboració a l'Eco de Sitges aparegué el 1903, quan tenia setze anys. El seu primer recull de poemes, De l'hort i de la costa, és publicà el 1915, en ocasió del seu casament amb Túlia Mas i Carreras, filla d'Arcadi Mas i Fondevila; l'edició de l'obra fou un present de noces d'un grup d'amics. Més endavant, tres altres reculls poètics seus veieren la llum en la seva vila natal, a banda de moltes col·laboracions en revistes d'arreu (Joventut, El Eco de Sitges, Pèl & Ploma, La Revista, L'Almanac de la Revista, L'Almanac de la poesia, La Cantonada, L'Amic de les Arts, La Gaseta de Sitges).
Escriptor d'estil noucentista, però amb trets propis i singulars, la seva obra mostra unes constants: l'arrelament al paisatge sitgetà, agrícola i mariner, el pas de les estacions i la successió dels mesos, amb la celebració de la tardor i de la verema, i una combinació de versos culte i poesia popular.

### Activitat sitgetana

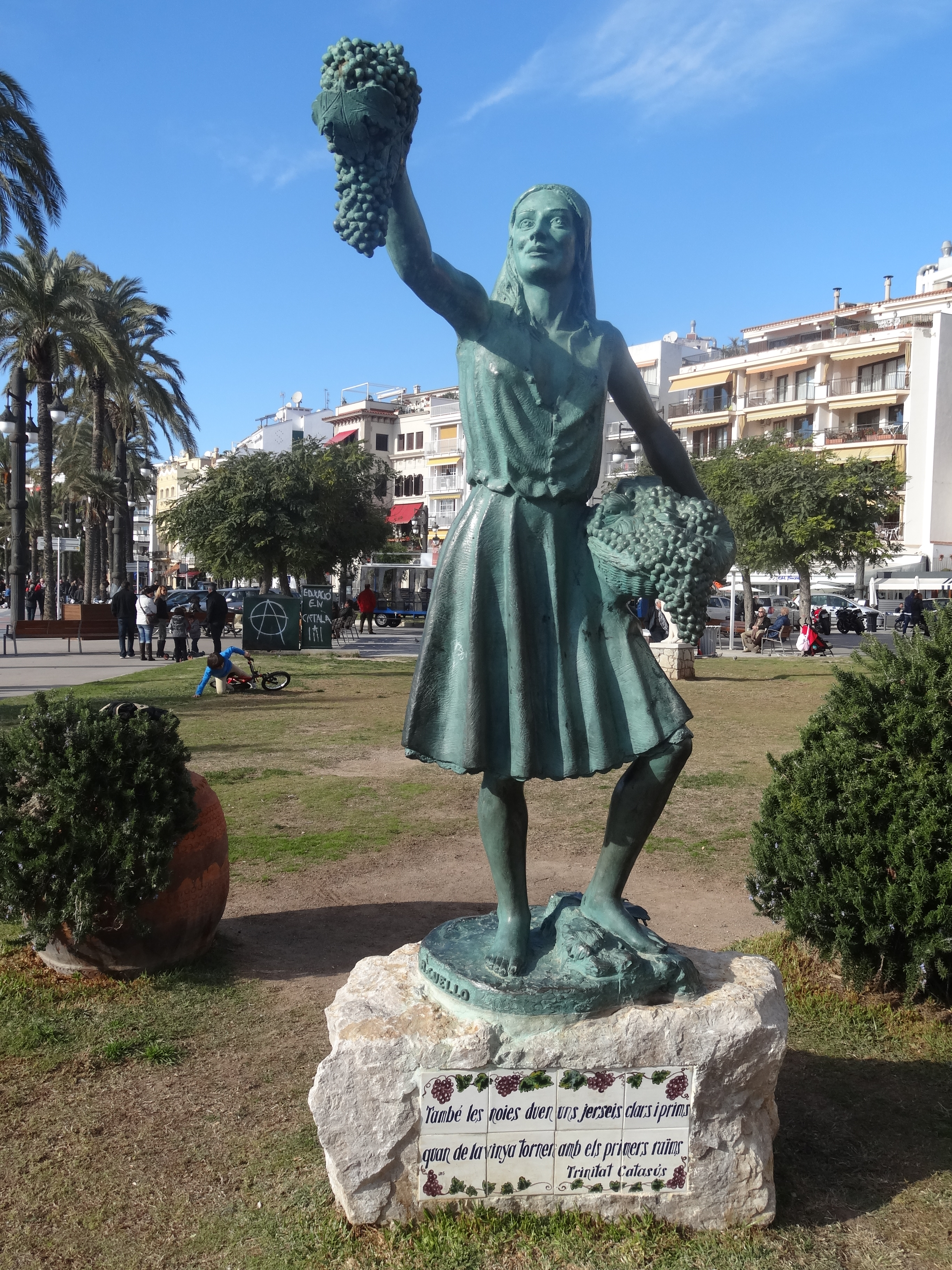
Escultura 'La noia de la malvasia', a Sitges, amb una inscripció del poeta Trinitat Catasús.

Catasús destacà també per la seva vinculació amb diverses activitats culturals del Sitges noucentista. Va ser secretari del jurat de la "Festa de l'Arbre Fruiter" del 1907, i amb Miquel Utrillo publicà el 1914 l'únic número de la revista La Cantonada. L'any 1916, un article seu propicià que el consistori que presidia Simó Llauradó erigís al passeig marítim el monument al doctor Gaietà Benaprès. Fou membre de la "Comissió d'Atracció de Forasters" (1916), un dels jurats de la "Festa de la poesia" (que atorgà la Flor natural a Carner el 1918) i de la "III Exposició Internacional de Clavells" (1920), i el 1932 va ser membre i vocal delegat del patronat del Cau Ferrat. Vinculat al Retiro, d'on en va ser president entre 1918 i 1920, escrigué nombroses caramelles, que musicaren -entre altres- els mestres Torrents i Pallarès.
Durant la guerra civil fou objecte de persecucions i hagué d'abandonar la feina i refugiar-se a Seva. Acabada la contesa, es reintegrà al seu antic càrrec de cap del Servei Agronòmic de Barcelona; amb la salut molt minvada però, exercí la feina poc temps, donat que el 1939 mateix fou rellevat pel també sitgetà Antoni Almirall; morí al maig del 1940. Als deu anys del seu traspàs se li va tributar un homenatge a la que havia estat la seva societat, el "Retiro", i el 1960, l'ajuntament de Sitges donà el seu nom a un carrer del barri del Vinyet. Però l'homenatge més important fou possiblement la institució del Premi Trinitat Catasús, atorgat per primera vegada el 1976, i que recompensa persones o entitats vinculades a Sitges que s'hagin distingit pel seu treball i esforç desinteressat envers la Vila. L'any 2006 s'inaugurà l'escultura 'La noia de la malvasia', als jardins de la Fragata, amb una inscripció de Trinitat Catasús que recorda als sitgetans que van treballar en la collita de la malvasia. L'any 2008, i en el marc de la "II Festa de la poesia a Sitges", el Retiro fa dedicar-li una nova exposició-homenatge.
L'any 2021, la novena edició de l'esdeveniment Sitges en vers va ser dedicat a Trinitat Catasús, en homenatge als 80+1 anys de la mort del poeta. L'acte amb públic en viu s'hagués hagut de fer a l'any anterior, pel 80è aniversari rodó, però la pandèmia Covid19 en limità el format.

## Obres
- De l'hort i de la costa Sitges: Imp. El Eco de Sitges, 1915
- Poemes del temps Barcelona: Imp. Altés, 1918
- Poesies en el volum antològic Lectura Popular. Biblioteca d'autors catalans núm. 212 (192?), p. 66-96
- Vendimiari Barcelona: La Revista, 1921 (Segona edició, Sitges: Llibres de Terramar, 2008)
- Tomàs Garcés, tria i pròleg Trinitat Catasús Barcelona: Lira, 1924. Col·lecció "Els poetes d'ara"
- Robins de magrana: poemes 1922-1932 [sic, per 1930] Barcelona: La Revista, 1930

### Col·laboracions en revistes i antologies
Trinitat Catasús col·laborà en les diverses revistes sitgetanes de la seva època: Des del 1903, a L'Eco de Sitges. També apareixen poesies i articles seus al Baluard de Sitges, La Gaseta de Sitges, La Punta, Monitor i L'Amic de les Arts.
Fora de la seva vila, la seva firma també és present a Joventut, El Poble Català, Pèl & Ploma, La Revista, La Nova Revista, Quaderns d'Estudi, Viticultura i Enologia, La Veu del Camp de Reus, L'Avi Munné de Sant Feliu de Guíxols i Themis de Vilanova i la Geltrú.

### Musicacions de poemes de Trinitat Catasús
- Per Amadeu Cuscó, Cant dels homes intrèpids
- Enric Morera, A un roser (per veu i piano), Ànima, Catalònia al mar, De bon matí (veu i piano) i Sis cançons per a infants (cor infantil i piano)
- Josep Maria Ruera, Sant Joan (sardana per a cor mixt)
- Eduard Toldrà , Cançó d'un vell amor (1920), Sonetí de la rosada, per a violí i piano (1921), Abril (1920) i Maig (1920), arranjats per a veu i piano; aquesta darrera fou gravada en disc per Montserrat Caballé amb acompanyament orquestral dirigit per Rafael Ferrer (Eduard Toldrà: La rosa als llavis, L'ombra del lledoner Barcelona: Vergara, 1963)
- Gabriel Pallarès, les caramelles Dissabte de Glòria (la més coneguda, del 1926) i Ha vingut la primavera
- Jordi Pañella, Abril, Caramelles